# Lajdenpojia
Lajdenpojia (en ruso: Лахденпо́хья) es una ciudad de la república de Carelia, Rusia, ubicada en la orilla norte del lago Ladoga, a 330 km al oeste de Petrozavodsk, la capital de la república. La ciudad es la capital del raión homónimo. Su población en el año 2010 era de 7800 habitantes.

## Historia

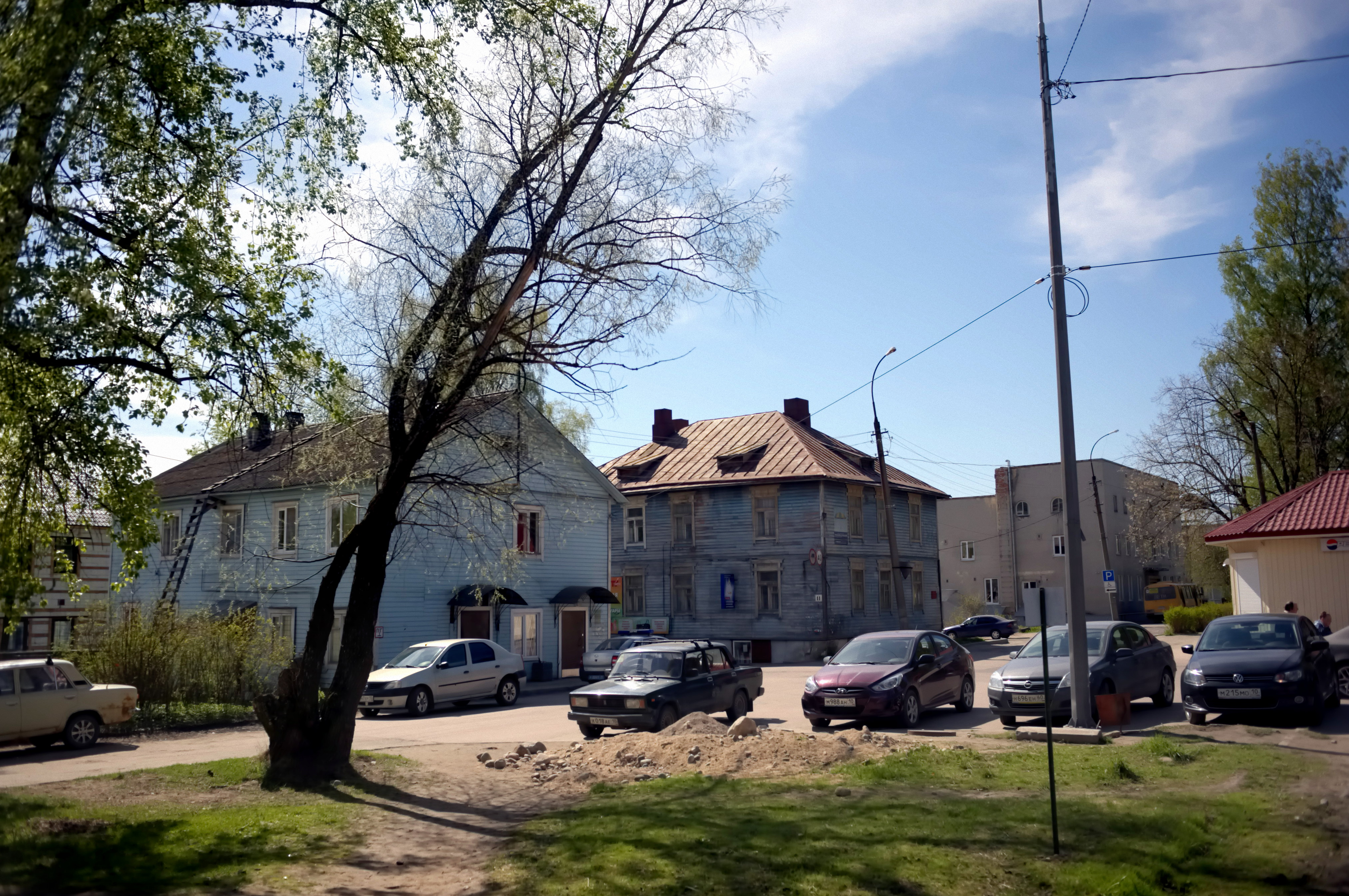
Casas de Lajdenpojia

Fue fundada en torno al año 1600 como un pueblo del Zarato ruso. En 1617, el tratado de Stolbovo incorporó la localidad al Imperio sueco. Tras la gran guerra del Norte, en 1721 pasó a formar parte del Imperio ruso, que en 1809 la ubicó en el Gran Ducado de Finlandia. Fue una localidad finlandesa hasta 1940, cuando pasó a formar parte de la Unión Soviética. Lajdenpojia obtuvo el estatus o categoría de ciudad en 1945. Es una estación del tren que va de Vyborg a Joensuu.